# 跑動量
跑動量（英文：Work rate）一詞意旨在足球比賽中，單一足球運動員對於整場比賽跑動與追逐的程度，並非指控球的能力。.
跑動量的評比方式一般透過比賽中球員在場上所跑動的距離來計算，其中較為著名跑動量極高的球員有，巴塞隆納的中場哈維，哈維在2010–11年歐洲冠軍聯賽決賽中，其跑動量高達12公里，遠勝於該場比賽其他的球員，同樣的在2010年世界盃足球賽中，哈維的跑動距離高達14.98公里（包含延長賽）。
高跑動量的球員，能夠為整場比賽帶來進攻攻勢的發揮以及團隊更為積極的作用，相反的，被批評為低跑動量的球員，則會帶來反效果，其中ESPN的足球新聞記者 Sam Limbert 就針對兵工廠足球俱樂部的中場德尼爾森·佩雷拉·內維斯就屬於跑動量較為薄弱的足球運動員。
然而，一些足球專家，如前巴西聖保羅青年隊教練卡洛斯·德羅倫茲就指出高砲動量的足球員具有高危險的天賦，德羅倫齊就曾經為這樣在早期發展的球員巴西球星卡卡負責。

## 資料來源
1. ↑  . Oxford English Dictionary Online. 30 March 2011  [15 June 2011].
2. ↑  . BBC Sport. 30 May 2011  [15 June 2011]. （原始内容存档于2016-03-06）.
3. ↑   (PDF). FIFA.com. 11 July 2010  [15 June 2011]. （原始内容存档 (PDF)于2015-09-24）.
4. ↑  . ESPN Soccernet. 29 May 2011  [15 June 2011]. （原始内容存档于2011年5月26日）.
5. ↑  . The Guardian. 4 June 2010  [15 June 2011]. （原始内容存档于2010-06-07）.
6. ↑  . The Rio Times. 8 June 2010  [15 June 2011]. （原始内容存档于2015-04-04）.